# Trappkoppling
En trappkoppling är en kombination av två eller flera strömbrytare till samma eluttag eller strömförbrukare. 
Strömbrytarna är kopplade på ett sådant sätt att varje brytare kan ändra uttaget till på eller av helt oberoende av hur de andra är ställda. Ett typiskt exempel på användning är två strömbrytare ovanför respektive nedanför en trappa, som båda kan användas för att tända och släcka belysningen i trappan.
| Beskrivning                                            | Symbol | IEC 60617 |
| ------------------------------------------------------ | ------ | --------- |
| 3-polig trappomkopplare                                |        |           |
| Dubbel 3-polig trappomkopplare (två mekaniska brytare) |        |           |
| Dubbel 3-polig trappomkopplare (en mekanisk brytare)   |        |           |
| 4-polig trappomkopplare                                |        |           |

Principschema över trappomkopplare

Det som skiljer de dubbla 3-poliga trappomkopplarna är hur de aktiveras: en knapp för båda eller två separata knappar för varje. 

## Konstruktion
Trappomkopplare i hushållet brukar bestå dels av en metalldel med låg resistans och god tålighet mot oxidation. En ytterdel i plast, keramik eller bakelit som isolerar och skyddar operatören mot kontakt med de strömförande delarna.

## Användning
Trappomkopplare används till att tända lampor i rum, trappor och korridorer.
En trappomkopplare är bistabil, dvs kretsen behåller sitt tillstånd till den påverkas, till skillnad från en trapp-timer vilket släcks efter en inställd tid.
Många typer av dimmers stödjer trappkoppling. En vanlig lösning är att en av de två trappbrytarna byts mot en dimmer med trappfunktion. Även trappdimmern använder tre anslutningstrådar.

## Exempel
En typisk omkopplingssekvens visas i figuren nedan. En strömbrytare som stödjer trappkoppling har tre anslutningar och en omkopplare. Om  omkopplarens tillstånd ändras sker en tillståndsändring för hela kretsen (ledande/oledande). 
|                                            |                                           |
| 1. Lampan släckt                           | 2. Ändring av en omkopplare tänder lampan |
|                                            |                                           |
| 3. Ändring av en omkopplare släcker lampan | 4. Ändring av en omkopplare tänder lampan |